# Frane Bulić
Frane Bulić (4. října 1846 Vranjic – 29. července 1934 Záhřeb) byl rakouský římskokatolický duchovní, historik, archeolog a politik chorvatské národnosti z Dalmácie, v 2. polovině 19. století poslanec Říšské rady.

## Biografie
Vystudoval gymnázium ve Splitu v letech 1861–1865. Pak studoval teologii v Zadaru v letech 1865–1868 a v roce 1869 byl vysvěcen na kněze. Od roku 1869 studoval klasickou filologii a slavistiku na Vídeňské univerzitě, ale od roku 1873 změnil obor a studoval klasickou archeologii. Po dokončení školy byl středoškolským učitelem ve Splitu (v roce 1873) a v Dubrovníku (v období let 1874–1877). V letech 1877–1878 pobýval ve Vídni, kde studoval epigrafiku u Otto Benndorfa a Otto Hirschfelda. Zabýval se též studiem dalmatské a istrijské lidové hudby. Později byl ustanoven školským inspektorem v okrese Zadar a Benkovac. V této funkci podpořil zavádění chorvatštiny do školství. V roce 1883 se přestěhoval ze Zadaru do Splitu, kde byl ředitelem klasického gymnázia a ředitelem archeologického muzea. V letech 1912–1915 byl zemským konzervátorem v Dalmácii. Z funkce ředitele gymnázia ve Splitu odešel v roce 1896 na zásah státních úřadů po politických vystoupeních místních studentů.

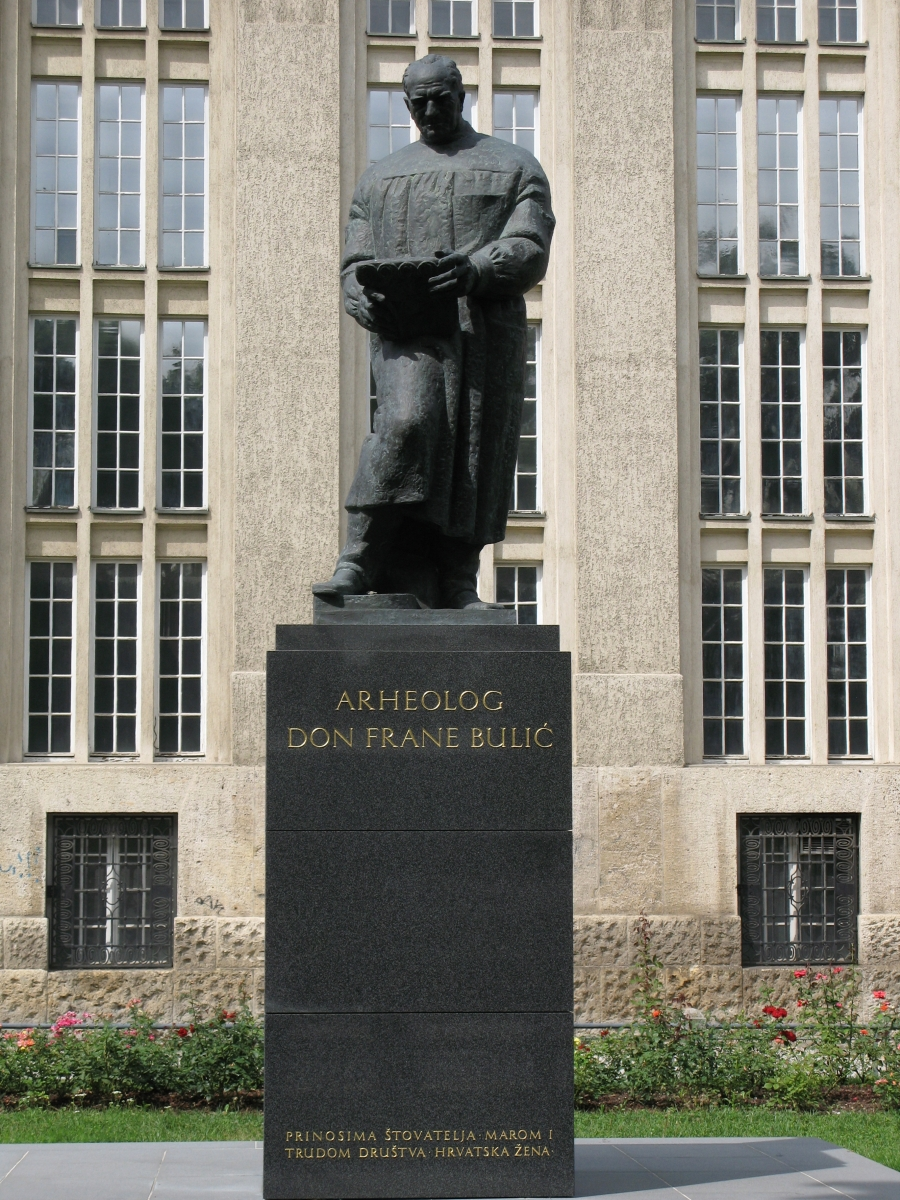
Pomník Frane Buliće v Záhřebu.

Ve své archeologické činnosti se zasloužil o výzkum Dalmácie. Šlo zejména o areál Diokleciánova paláce ve Splitu a o antické památky v nedalekém Solinu (Salona). Podnikl i výzkumy v Řecku, Malé Asii, Sýrii, Palestině a Egyptu. Byl členem mnoha odborných společnosti.
Byl aktivní i veřejně a politicky. Když zemřel Mihovil Pavlinović, stal se Bulić poslancem Dalmatského zemského sněmu, na kterém zastupoval Split. Zemským poslancem byl v období let 1887–1889 a 1907–1910. V politické činnosti podporoval sjednocení Dalmácie a Království chorvatsko-slavonského.
Působil také jako poslanec Říšské rady (celostátního parlamentu Předlitavska), kam usedl v doplňovacích volbách roku 1887 za kurii venkovských obcí v Dalmácii, obvod Sinj, Imotski atd. Nastoupil 11. října 1887 místo Mihovila Pavlinoviće, rezignace byla oznámena na schůzi 3. prosince 1889. Do vídeňského parlamentu se ještě vrátil počátkem 20. století. Uspěl ve volbách roku 1907, konaných poprvé podle všeobecného a rovného volebního práva. Mandát získal za obvod Dalmácie 06. Rezignoval 24. února 1910. Ve volebním období 1885–1891 se uvádí jako Franz Bulić, ředitel gymnázia, bytem Split. V roce 1907 byl uváděn coby papežský komoří a ředitel muzea. Poslanecké diety ukládal do nadace na podporu studentů archeologie. V roce 1929 založil nadaci Frane Buliće.
V 80. letech 19. století byl členem chorvatské Národní strany, ale jeho rezignace na mandát v Říšské radě i na zemském sněmu roku 1889 měla být motivována nespokojeností s údajně oportunistickou politikou této strany. V roce 1907 se uvádí, že na Říšskou radu byl zvolen coby kompromisní kandidát Chorvatů a chorvatské Strany práva, přičemž porazil kandidáta Chorvatské demokratické strany Josipa Smodlaku.
Veřejně aktivní byl i po zániku Rakouska-Uherska. Byl pozván Ante Trumbićem na mírová jednání v Paříži, kde působil jako expert na otázky Dalmácie. Aktivní politickou dráhu už v té době nevykonával, ale o politiku se nadále zajímal. Po zavraždění Stjepan Radić a následnému zavedení královské diktatury v Jugoslávii byl zklamán poměry. V roce 1923 odešel na penzi z postu ředitele splitského archeologického muzea. Ve 20. letech také po desítkách let ukončil svou činnost ve vedení časopisu Vjesnik za arheologiju i historiju dalmatinsku.
Zemřel v červenci 1934 v Záhřebu.